# Sahr-i-Bahlol
Las ruinas de la ciudad fortificada de Sahr-i-Bahlol, son un sitio histórico cercano a Takht-i-Bahi, a unos 70 km al norte de Peshawar, capital de la provincia de la Frontera del Noroeste de Pakistán.
Están situadas en una elevación natural del terreno rodeada por fértiles tierras agrícolas; y contienen los restos de un buda que no ha sido excavado. Según los habitantes locales, el nombre de Sahr-i-Bahlol hace referencia a un líder político y religioso de la zona, aunque el nombre no es tan antiguo como la ciudad.
En 1980 fue declarado Patrimonio de la Humanidad por la Unesco junto con las cercanas ruinas de la ciudad de Takht-i-Bahi.
Las excavaciones ilegales realizadas por la población local, pobre y con una elevada tasa de analfabetismo, a veces instigadas por traficantes de antigüedades, están dañando los monumentos históricos. 